# Programa Fobos
| Datos de la misión | |
| Nombre:            | Fobos 1&2 |
| Organización:      | Instituto de Investigaciones Espaciales (URSS) |
| Tipo de misión:    | Fobos 1: orbitador + aterrizador Fobos 2: ídem + saltador |
| Cohete lanzador:   | Protón (8K2K / 11S824F) |
| Lanzamiento:       | Fobos 1: 7 de julio de 1988 Baikonur Fobos 2: 12 de julio de 1988 Baikonur LC200 46°01′59″N 63°02′26″E / 46.03306, 63.04056                                                                                         |
| Llegada a Marte:   | Fobos 1: perdida antes de llegar Fobos 2: 1 de febrero de 1989 |
| Órbita:            | Fobos 1 (previsión): periastro 2.628 km, apoastro 130.504 km inclinación 50'80 grados, período 2 d 6 h 27 m 44 s. Fobos 2: periastro 850 km, apoastro 79.750 km, inclinación 1'00 grados, período 3 d 4 h 30 m 0 s. |
| Masa:              | 6220 kg con el módulo de inserción orbital 2600 kg sin él |

El Programa Fobos fue un proyecto de la Unión Soviética para el estudio del planeta Marte y sus dos satélites Fobos y Deimos. Consistió en el envío de dos sondas gemelas, Fobos 1 y Fobos 2, que debían orbitar Marte y hacer estudios cercanos del satélite Fobos (de ahí el nombre de la misión). Estas sondas iban a soltar, además, módulos de aterrizaje que debían posarse sobre dicho satélite. La Fobos 1 nunca alcanzó Marte y su compañera falló a los pocos meses de su llegada al planeta, por lo que generalmente se considera que el proyecto fue un fracaso.

## Preparativos de la misión
En 1978 se decidió cancelar la misión Mars 5M, que pretendía traer muestras de Marte a la Tierra, debido a su elevado coste, alta complejidad y baja probabilidad de éxito. El prestigio de la oficina de Lavochkin, que lideraba el diseño de la Mars 5M, sufrió un serio revés. Su ingeniero principal, Kryukov, dimitió y fue sustituido por V.M. Kovtunenko.
Kovtunenko tenía una amplia experiencia en el campo de la astronáutica como diseñador de cohetes y de los satélites científicos Intercosmos, pero ninguna en sondas interplanetarias. Ante el reto al que se enfrentaba decidió buscar su propio método. En 1979 inició el diseño de una nueva clase de sonda (UMVL: Universal Mars Venus Luna ), que reemplazaría a la generación anterior y serviría para todo tipo de misiones.
Kovtunenko esperaba que las primeras UMVL estuvieran listas en 3 o 4 años. Mientras tanto mantuvo el diseño anterior para las inminentes sondas a Venus. Sin embargo, el diseño de las UMVL procedió mucho más lento de lo esperado. La elección de Kovutnenko posiblemente fue un error. Antiguo funcionario, era un experto político que, por encima de todo solo buscaba reconocimiento. Además, no estableció relaciones fructíferas con los pesos pesados de la industria espacial soviética y, sin éstos, resultó difícil desarrollar en solitario el proyecto.
Finalmente, las Fobos fueron las primeras UMLV en volar, pero lo hicieron en 1988, nueve años después de iniciarse el programa.
El proyecto contó con una amplia colaboración internacional. Participaron, entre otros, Suecia, Suiza, Austria, Francia, Alemania Occidental, Bulgaria y los Estados Unidos (que contribuyó mediante su Red del Espacio Profundo para el seguimiento de la misión).

## Objetivos de la misión

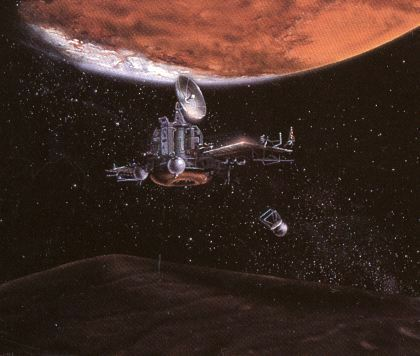
Dibujo de la una de las sondas (centro) sobrevolando Fobos (abajo). Entre ambos, el aterrizador desciendo sobre el satélite. Marte se ve arriba.

Las dos Fobos tenían como objetivos:
1. Colocarse en órbita marciana.
2. Sobrevolar el satélite Fobos.
3. Colocar dos estaciones automáticas en la superficie de Fobos.
4. Estudiar la composición superficial del satélite Fobos.
5. Estudiar exhaustivamente Marte desde la órbita.

Además, se iba a llevar a cabo el primer estudio detallado de una luna marciana (Fobos) mediante sobrevuelos muy cercanos (apenas 50 metros) y el lanzamiento de dos sondas de aterrizaje. La Fobos 2 llevaba, además, un pequeño "saltador" que, gracias a la escasa gravedad de Fobos, hubiera podido desplazarse en el satélite y efectuar mediciones en diversos lugares de la composición química, campo magnético y gravedad.

## Diseño básico

### Forma
La Fobos contaban con un cuerpo de forma toroidal que albergaba la electrónica de la nave. Encima de éste, un módulo cilíndrico contenía el instrumental científico.
Para dotarse de energía disponían de dos paneles solares.

### Propulsión y navegación
Para la maniobra de inserción en órbita de Marte contaban con un módulo construido expresamente para tal fin, que desarrollaba una fuerza que podía variarse entre 9860 y 18860 Newtons. Dicho módulo era eyectado una vez completada dicha maniobra. El combustible utilizado fue un derivado de las aminas y el oxidante fue ácido nítrico. Para presurizar los tanques las Fobos llevaban ocho depósitos de aluminio con helio en su interior.
En el lado exterior del toro había 4 depósitos esféricos de combustible (hidracina), que servía para mantener orientada la sonda y efectuar las maniobras de ajuste orbital una vez la sonda ya estaba en órbita de Marte. Las Fobos disponían de 28 motores (veinticuatro de 50 N y cuatro de 10 N), distribuidos en los tanques, el cuerpo de la nave y los paneles solares.
El control de actitud se mantenía mediante un sistema de control en tres ejes cuyo guiado se efectuaba mediante sensores que detectaban la posición del Sol y las estrellas.

### Electrónica y comunicaciones
El ordenador de a bordo de los orbitadores tenía una memoria de 30 Mbits.
Las transmisiones de los dos orbitadores se realizaban a una velocidad de 4 Kbits/s; la antena principal de las Fobos podía moverse en dos ejes. Las transmisiones de los aterrizadores DAS debían realizarse directamente hacia la Tierra en la frecuencia de 1672 GHz y a una velocidad de 4-20 bits por segundo. El saltador debía transmitir al orbitador de la Fobos 2 que, a su vez, lo reenviaría a la Tierra.

### Instrumental científico
Las dos sondas eran prácticamente idénticas aunque, por motivos de masa, no fue posible instalar todos los instrumentos en ambas.
1. Cámara VSK.
2. "Saltador" que debía efectuar análisis químicos, magnéticos y gravimétricos en diversos puntos de la superficie de Fobos. Solo llevado por la Fobos 2.
3. Sonda de aterrizaje "DAS". Llevaba a bordo un sistema de imágenes de TV estéreo, un sismómetro, un magnetómetro, un espectrómetro de rayos X y partículas alfa y un penetrador "Razrez".
4. Espectrómetro/radiómetro térmico de infrarrojo "ISM", con una resolución de 1-2 km
5. Espectrómetro de imágenes de infrarrojo cercano.
6. Cámara de infrarrojos.
7. Espectrómetro de rayos gamma.
8. Telescopio de rayos X.
9. Detectores de radiación.
10. Altímetros radar y láser.
11. Láser Lima-D diseñado para pulverizar materiales de la superficie de Fobos y así poder analizarlos con un espectrómetro de masas.
12. Radar de imagen "Grunt". Solo llevado por la Fobos 1.

## Fobos 1
La Fobos 1 despegó el 7 de julio de 1988. No hubo problemas hasta que en la sesión de comunicación del 2 de septiembre no se detectó señal de la sonda. Al revisar los datos, los técnicos se percataron de que en la anterior sesión (29 de agosto) se había dado una orden errónea a la sonda para que desactivara los motores de actitud (concretamente se transmitió un "+" en vez de un "-"). Incapaz de controlar su orientación, la Fobos 1 dejó de apuntar sus paneles solares hacia nuestra estrella, por lo que se quedó sin energía y no pudo restablecerse contacto con ella. Actualmente se encuentra en órbita alrededor del Sol.
Es lógico preguntarse por qué se permitió a la sonda ejecutar una orden de consecuencias fatales. Esta instrucción formó parte de las pruebas que se hicieron en tierra para comprobar el giro de la sonda. Antes de enviar las Fobos al espacio debía instalarse un software capaz de detectar el error e invalidar esta orden. Sin embargo, este software estaba programado en PROM y para reescribirlo hacía falta cambiar la computadora. Las prisas por lanzar las sondas hicieron que no se tuviera tiempo de realizar este cambio, por lo que se dejó la instrucción "sellada" con un código que evitaría su activación. La mala suerte quiso que las órdenes transmitidas el 29 de agosto se saltaran esta protección y pararan los motores de control de actitud.

## Fobos 2
La Fobos 2 despegó el 12 de julio de 1988. Durante el camino, al igual que otras sondas soviéticas, experimentó múltiples fallos electrónicos entre los cuales figuran:
1. Avería de su transmisor principal. De los tres canales que había para la retransmisión de imágenes, dos ya habían fallado. No obstante la sonda fue capaz de alcanzar Marte con el transmisor de emergencia, aunque éste era mucho menos potente.
2. El experimento de plasma se sobrecalentaba y esto afectaba a otros equipos.

La Fobos 2 alcanzó la órbita de Marte el 29 de enero de 1989 y funcionó con normalidad hasta que el 27 de marzo se preparó para un sobrevuelo muy cercano de Fobos y el lanzamiento de las dos sondas de aterrizaje. Tal y como estaba previsto las comunicaciones se cortaron para que la Fobos 2 pudiera obtener la información científica. Sin embargo, cuando debía volver a contactar con los controladores, éstos no escucharon ninguna señal. Análisis posteriores revelaron que se detectaban breves emisiones de la sonda, como si ésta estuviera fuera de control y la antena apuntara a la Tierra solo ocasionalmente, pero la telemetría resultó ininteligible. En posteriores intentos por recuperarla no se obtuvo ninguna señal.
Posteriormente análisis más exhaustivos de la telemetría apuntaron a un fallo del ordenador, algo habitual en las sondas soviéticas. Además, al contrario que todas las sondas lanzadas previamente por la URSS, las Fobos no contaban con un sistema que desconectara los elementos prescindibles en caso de que no hubiera suficiente energía. Al disminuir la potencia disponible la sonda no habría tenido suficiente para mantener los sistemas indispensables y esto habría producido su pérdida.

## Resultados científicos
La Fobos 1 no retornó datos científicos de gran interés ya que no alcanzó su objetivo.
La Fobos 2, que estuvo orbitando Marte 3 meses, envió una cantidad de datos muy limitada, entre ellos un total de 38 fotografías. Los problemas técnicos que sufría y el hecho de que se perdiera contacto con ella justo antes del sobrevuelo de Fobos hicieron que los objetivos científicos no pudieran cumplirse y generalmente se considera que la misión fue un fracaso. Entre los pocos datos relevantes figura que la Fobos 2 confirmó por primera vez que Marte está perdiendo atmósfera hacia el espacio.

## Críticas
El Dr. Larry Soderblom fue uno de los científicos de Estados Unidos que tenía instrumentos en las sondas. Con posterioridad a la pérdida de las Fobos comentó a un periodista que "había una sensación en la comunidad científica americana de que los rusos tenían demasiada prisa" y que "las dos sondas perdidas fueron lanzadas sin pensar demasiado en un sistema de chequeo y equilibrio que podría haber prevenido dichos problemas".
También se cuestionó el diseño. "Los científicos soviéticos en el Instituto de Investigaciones Espaciales [IKI] en Moscú se quejaron de que la nueva y sofisticada sonda estaba diseñada para propósitos diferentes de aquellos en los que se estaba usando en las misiones a Fobos" escribió un experto espacial británico. "Los ingenieros la adaptaron para la misión con el objetivo de probarla en vuelo para futuras misiones, a las cuales se consideraba mucho mejor preparada".
Estos problemas eran conocidos incluso en el momento del lanzamiento. Según el experto en temas espaciales James Oberg otro de los periodistas comentó en el momento del lanzamiento que "me sorprendería si las dos misiones lo consiguen y no estaría sorprendido si ninguna de las dos lo hace".

## Consecuencias
A pesar del fracaso de las sondas Fobos y la desintegración de la URSS en 1991, el gobierno ruso retomó los proyectos soviéticos basados en el programa Fobos para el desarrollo de una nueva sonda. El resultado, después de varios retrasos causados por los problemas que atravesaba Rusia, fue la Mars 96) (originalmente llamada Mars 94), fracasando en su intento al fallar su sistema de propulsión.
El fracaso de las Fobos, la Mars 96 y la estadounidense Mars Observer hizo que ninguna misión tuviera éxito en el planeta durante casi 20 años, entre las que se encuentran el Viking y la Mars Pathfinder.
Rusia reinició el desarrollo de una nueva sonda hacia Marte a partir del año 2001: la Fobos-Grunt (Fobos-suelo). Su despegue ocurrió el 9 de noviembre de 2011 y tenía como objetivo traer a la Tierra muestras del satélite Fobos. Sin embargo, la misión presentó una serie de fallas posteriores al despegue que tuvieron como consecuencia su desplome en el océano Pacífico, cerca de la isla de Wellington (en la Patagonia Chilena), el 12 de enero de 2012. La explicación más aceptada sobre el incidente es que las problemas que causaron su desplome fueron causados por la interferencia electromagnética de un radar y por errores cometidos durante el desarrollo de la misión.
Se prepara una nueva sonda Fobos-Grunt 2.